# Germanium-69
Germanium-69 of 69Ge is een onstabiele radioactieve isotoop van germanium, een metalloïde. De isotoop komt van nature niet op Aarde voor.
Germanium-69 ontstaat onder meer bij het radioactief verval van arseen-69.

## Radioactief verval
Germanium-69 vervalt door β+-verval tot de stabiele isotoop gallium-69:
{\displaystyle {\ce {{^{69}_{32}Ge}->{^{69}_{31}Ga}+{e^{+}}+{\nu }_{e}}}}
De halveringstijd bedraagt ongeveer 39 uur.
58Ge · 59Ge · 60Ge · 61Ge · 62Ge · 63Ge · 64Ge · 65Ge · 66Ge · 67Ge · 67m1Ge · 67m2Ge · 68Ge · 69Ge · 69m1Ge · 69m2Ge · 70Ge · 71Ge · 71mGe · 72Ge · 72mGe · 73Ge · 73m1Ge · 73m2Ge · 74Ge · 75Ge · 75m1Ge · 75m2Ge · 76Ge · 77Ge · 77mGe · 78Ge · 79Ge · 79mGe · 80Ge · 81Ge · 81mGe · 82Ge · 83Ge · 84Ge · 85Ge · 86Ge · 87Ge · 88Ge · 89Ge · 90Ge